# Tilo Kummer

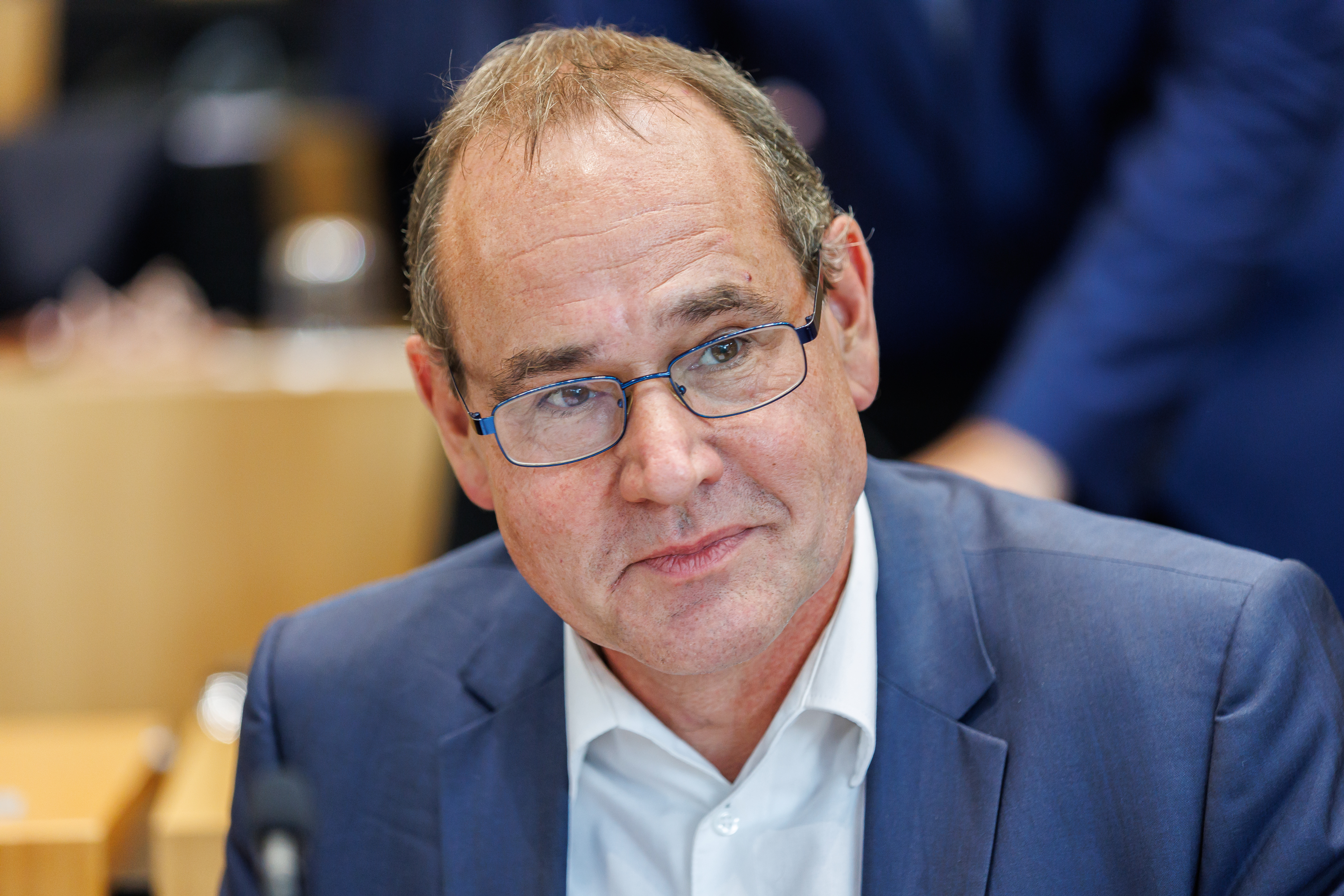
Tilo Kummer (2024)

Tilo Kummer (* 29. Juni 1968 in Dessau) ist ein deutscher Politiker (BSW, zuvor Die Linke). Seit 2024 ist er Thüringer Minister für Umwelt, Energie, Naturschutz und Forsten im Kabinett Voigt. Von 2020 bis zu seiner Abwahl 2023 war er Bürgermeister von Hildburghausen. Seit 2024 ist er erneut Abgeordneter des Thüringer Landtages, dem er bereits von 1999 bis 2019 angehörte.

## Leben
Kummer war Gruppenleiter in der Freien Deutschen Jugend. Er absolvierte das Abitur 1987 an der Erweiterten Oberschule „Philanthropinum“ in Dessau. Danach wurde er als Unteroffizier auf Zeit im Wachregiment „Feliks Dzierzynski“ Hauptamtlicher Mitarbeiter des Ministeriums für Staatssicherheit (MfS). In seinem Elternhaus gab es keine Distanz zum SED-Staat.
1990 war er Produktionsarbeiter der Halle Fisch GmbH. Bis 1995 studierte er an der Humboldt-Universität in Berlin Fischwirtschaft und Gewässerbewirtschaftung, das Studium schloss er als Diplom-Fischerei-Ingenieur ab. Altenpflege praktizierte Kummer im Rahmen der Pflegeversicherung von 1995 bis 1999. Von 1997 bis 2001 war er zudem Inhaber einer Zoohandlung. Seit 2014 betreibt er einen landwirtschaftlichen Nebenerwerbsbetrieb.

## Politik
Von 1999 bis 2019 war er Abgeordneter des Thüringer Landtages. Er errang 2009 im Wahlkreis Hildburghausen I das Direktmandat und wurde 2014 über die Landesliste gewählt. Seine Fachgebiete waren Umwelt- und Landwirtschaftspolitik. Er war Vorsitzender des Ausschusses für Landwirtschaft, Forsten, Umwelt und Naturschutz im Thüringer Landtag und Mitglied des Verwaltungsrates der Thüringer Forstanstalt.
Er ist Mitglied im Kreistag des Landkreises Hildburghausen und war bis zu seiner Wahl zum Bürgermeister Mitglied des Stadtrats von Hildburghausen. Seit 2015 ist er ehrenamtlicher Vorsitzender des Naturpark Thüringer Wald e. V. Als Bürgermeister der Stadt Hildburghausen war er Vorsitzender des dortigen Wasser- und Abwasserverbandes. Seit 2021 ist Tilo Kummer im Vorstand des Regionalverbundes Thüringer Wald sowie seit dem Jahr 2022 Vorstandsmitglied der Regionalen Arbeitsgemeinschaft LEADER Hildburghausen-Sonneberg.
Im März 2020 wurde Kummer im ersten Wahlgang mit 51,8 Prozent der Stimmen zum Bürgermeister von Hildburghausen gewählt. Im Dezember 2022 beschloss der Stadtrat von Hildburghausen mit der dafür notwendigen Zwei-Drittel-Mehrheit, einen Bürgerentscheid zur Abwahl Kummers durchzuführen. Nach einem vorläufigen Ergebnis stimmten 2853 Menschen für die Abwahl Kummers und 1390 dagegen, wobei das notwendige Quorum der Beteiligung (30 % der Wahlberechtigten) knapp erreicht wurde. Damit wurde Kummer als Bürgermeister abgewählt. Kummer wurden vor allem schlechte Kommunikation und ein misslungener Führungsstil vorgeworfen. Streitthemen waren zudem ein Schwimmbad sowie Probleme in einem Kindergarten und bei der Feuerwehr.
Im Januar 2024 trat er aus der Linkspartei aus und wurde Mitglied der Partei Bündnis Sahra Wagenknecht – Vernunft und Gerechtigkeit (BSW). Am 15. März 2024 wurde Kummer zum Geschäftsführer des Thüringer Landesverbandes des BSW gewählt. Er trat für seine neue Partei bei der Landtagswahl 2024 an und zog über die Landesliste in den Thüringer Landtag ein. Er war zunächst bis Dezember 2024 parlamentarischer Geschäftsführer der BSW-Fraktion im Landtag.
Am 13. Dezember 2024 wurde Kummer zum Thüringer Minister für Umwelt, Energie, Naturschutz und Forsten im Kabinett Voigt ernannt.